# John W. O'Malley
Pour les articles homonymes, voir O'Malley.
 (septembre 2022).
Si vous disposez d'ouvrages ou d'articles de référence ou si vous connaissez des sites web de qualité traitant du thème abordé ici, merci de compléter l'article en donnant les références utiles à sa vérifiabilité et en les liant à la section « Notes et références ».
John W. O'Malley, né le 11 juin 1927 à Tiltonsville (Ohio) et mort le 11 septembre 2022 à Baltimore (Maryland), est un prêtre jésuite américain, professeur de théologie et d'histoire ecclésiastique à l'université de Georgetown.

## Biographie
John William O'Malley s'est spécialisé dans l'histoire de l'art et de la culture religieuse en Europe et particulièrement en Italie. Il a reçu de nombreux prix parmi lesquels : American Historical Association, American Philosophical Society, Sixteenth Century Studies Conference. Il est président émérite de la Renaissance Society of America et de l'American Catholic Historical Association. 
John W. O'Malley a été élu en 1995 à l'American Academy of Arts and Sciences, en 1997 à l'American Philosophical Society et en 2001 à l'Accademia di San Carlo, Bibliothèque ambrosienne, (Milan). Il a reçu la Johannes Quasten Medal de la Catholic University of America. En 2002, il a été lauréat du grand prix de la Society for Italian Historical Studies et en 2005 de celui de la Renaissance Society of America.

## Ouvrages
Traduits en français
- L'Événement Vatican II, Lessius/Éditions du Cerf, 2011
- Le Concile de Trente : Ce qui s'est vraiment passé, Lessius/Cerf, 2013
- Une histoire des jésuites : D'Ignace de Loyola à nos jours, Lessius, 2014
- Une histoire des papes : De Pierre à François, Lessius, 2016
- Les Premiers jésuites, 1540-1565, traduction Édouard Boné, s.j.,  Paris, Desclée de Brouwer, Montréal (QC), Bellarmin, (coll.“Christus“, n°88),1999.

En anglais
- The First Jesuits, Harvard University Press, 1993
- (Dir.) The Jesuits : Cultures, Sciences and the Arts, 1540-1773 ; t. 1, 1999 ; t. 2, 2006, Toronto University Press
- (Dir. avec Gauvin Bailey) The Jesuits and the Arts, Philadelphia, St. Joseph’s University Press, 2005

## Sources
- Biographie sur le site de l'université de Georgetown
- Publications sur le site de l'université de Georgetown
- Site cairn.info, recension de What happened at Vatican II ? ( L'Événement Vatican II), 2011/4 (n° 156), par François Weiser, Archives de sciences sociales des religions